# Nationalpark Salonga
Der Nationalpark Salonga (franz. Parc national de la Salonga) in den Regionen Tshuapa, Mai-Ndombe, Kasaï und Sankuru der Demokratischen Republik Kongo besteht seit dem Jahr 1970 und ist seit 1984 Teil des UNESCO-Weltnaturerbes. Der Park im Zentrum des Kongo-Beckens ist das größte Reservat im tropischen Regenwald Afrikas und nur per Boot erreichbar.

## Lage und Klima
Der Salonga-Nationalpark liegt auf 350 bis 700 m Höhe über dem Meeresspiegel. Mit einer Größe von insgesamt 36.500 km², durch einen etwa 40 km breiten Korridor in einen Nord- und einen Südteil aufgespalten, ist er der größte Tropenwald-Nationalpark der Welt. Seine Grenzen werden vornehmlich durch Flüsse gebildet. Durchschnittlich fallen im Jahr über 2000 mm Regen.

## Landschaft und Vegetation
Der nördliche Teil des Parks ist von Grasflächen bedeckt, die als botoka-djoku (Elefantenbad) bekannt sind. Insgesamt nimmt Grasland weniger als 0,5 % der Parkfläche ein. Im südlichen Salonga-Nationalpark finden sich äquatorialer Regenwald, Sumpf- und Galeriewälder. Der immergrüne Regenwald wird von Gilbertiodendron dewevrei dominiert. Teilweise laubabwerfender Wald bedeckt fast alle Gebiete zwischen Flüssen, entlang der Flussufer wachsen Pionier- oder Übergangsgesellschaften.

## Tierwelt
Der Salonga-Nationalpark beherbergt viele bedrohte Tierarten wie Bonobo (nicht im nördlichen Teil), Kongopfau, Waldelefant, Zentralafrikanisches Panzerkrokodil und die Dryasmeerkatze. Durch die dichte Bewaldung und die Unzugänglichkeit des Gebiets sind sowohl Bestandszählung und Schutz als auch Wilderei erschwert. Außerdem leben hier Schwarz-weiße Stummelaffen, darunter der Weißbart-Stummelaffe und der Westafrikanische Stummelaffe, Langschwanz-, Weißbauch- und Riesenschuppentiere, Flusspferde, Leoparden, Afrikanische Goldkatzen, Angola-Kusimansen, Wasserzivetten, Buschschweine, Gelbrückenducker, Okapis, Afrikanisches Hirschferkel, Bongos, Buschböcke, Sitatungas sowie Waldbüffel. An Vogelarten kommen überdies Kuhreiher, Schwarzstorch (als Zugvogel) und Nimmersatt vor.

## Gefährdung
Von 1984 bis 1992 und erneut von 1999 bis 2021 befand sich der Park auf der Roten Liste des gefährdeten Welterbes. Ursache war der allgemeine Zusammenbruch von Recht und Ordnung in der Region und daraus resultierenden Plünderungen und der Desertion eines Teils der Bewacher des Parks. Bekannte Probleme umfassen Wilderei, Abholzung, Honigsammeln, kommerziellen Bushmeat-Handel und Gewässerverschmutzungen durch bei illegaler Fischerei verwendete Gifte.